# Baltisch Station (Tallinn)

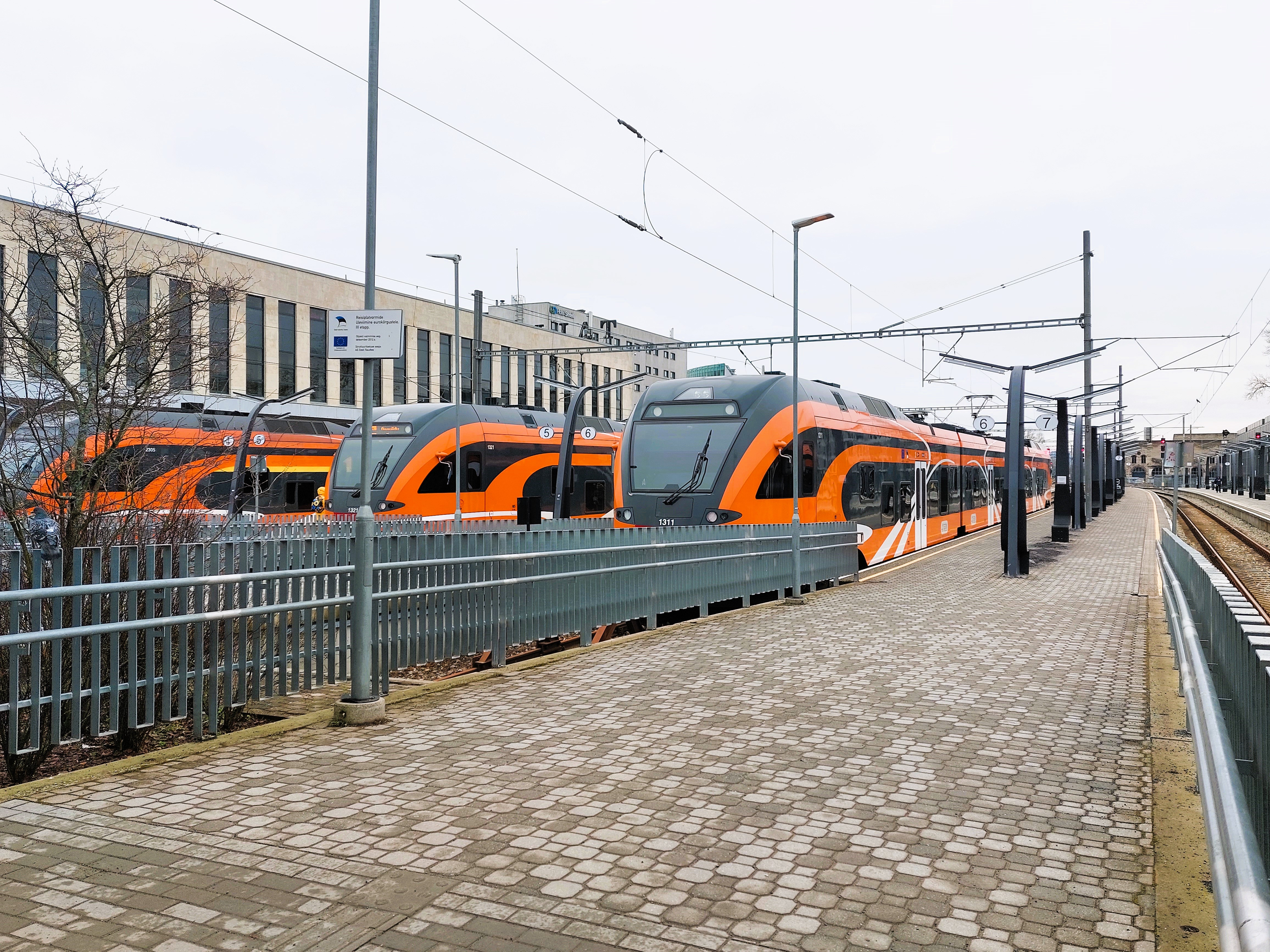
Treinen van Elron bij het perron

Het Baltisch Station (Estisch: Balti jaam) is het belangrijkste station van de Estische hoofdstad Tallinn. Het station is het middelpunt van het Estische spoorwegennetwerk. Bijna alle treinen beginnen op dit station.
Het oorspronkelijke station werd in 1870 in gebruik genomen en als voornaamste station aan de Baltische Spoorweg, die in Paldiski begon en eindigde in Sint-Petersburg, waar het eindpunt eveneens Baltisch Station ging heten. Het stationsgebouw, dat was ontworpen door Otto Rudolf von Knüpffer, kwam in 1871 gereed. 
In 1941 werd het oorspronkelijke gebouw door terugtrekkende NKVD'ers opgeblazen. Het werd na de oorlog gedeeltelijk hersteld, maar in de jaren zestig vervangen door het huidige, grotere stationsgebouw. Het werd in 1967 geopend.
Een plaquette in het stationsgebouw herinnert aan verkeersminister Karl Kark en luitenant-kolonel Hermann Rossländer, die op dit station in december 1924 omkwamen tijdens een communistische couppoging.
Sinds november 2013 is een deel van het station in gebruik bij de supermarktketen Selver.

## Treinen
De volgende treinen stoppen op het Baltisch Station:
| Vervoerder | Treinsoort | Route                          | Opmerkingen                                                                      |
| ---------- | ---------- | ------------------------------ | -------------------------------------------------------------------------------- |
| GoRail     | Sneltrein  | Tallinn – Narva – Moskou       | Stopt verder in Estland in Tapa, Rakvere en Jõhvi                                |
| Elron      | Sneltrein  | Tallinn – Ülemiste – Aegviidu  | Stopt niet in Vesse, Kulli, Parila, Lahinguvälja en Mustjõe                      |
| Elron      | Sneltrein  | Tallinn – Saue – Keila         | Stopt verder in Lilleküla, Tondi en Nõmme                                        |
| Elron      | Sneltrein  | Tallinn – Tapa – Narva         | Stopt niet in Vesse, Lagedi en Nelijärve                                         |
| Elron      | Sneltrein  | Tallinn – Tapa – Tartu         | Stopt verder in Ülemiste,Tamsalu en Jõgeva                                       |
| Elron      | Sneltrein  | Tallinn – Lelle – Viljandi     | Stopt niet in Männiku, Kasemetsa, Roobuka, Vilivere, Lohu, Hagudi, Keava en Kolu |
| Elron      | Stoptrein  | Tallinn – Ülemiste – Aegviidu  | Stopt op alle tussenliggende stations                                            |
| Elron      | Stoptrein  | Tallinn – Saue – Keila         | Stopt op alle tussenliggende stations                                            |
| Elron      | Stoptrein  | Tallinn – Keila – Klooga-Ranna | Stopt op alle tussenliggende stations                                            |
| Elron      | Stoptrein  | Tallinn – Lelle                | Stopt op alle tussenliggende stations                                            |
| Elron      | Stoptrein  | Tallinn – Pääsküla             | Stopt op alle tussenliggende stations                                            |
| Elron      | Stoptrein  | Tallinn – Keila – Paldiski     | Stopt op alle tussenliggende stations                                            |
| Elron      | Stoptrein  | Tallinn – Lelle – Pärnu        | Stopt op alle tussenliggende stations                                            |
| Elron      | Stoptrein  | Tallinn – Tapa – Rakvere       | Stopt op alle tussenliggende stations                                            |
| Elron      | Stoptrein  | Tallinn – Rapla                | Stopt op alle tussenliggende stations                                            |
| Elron      | Stoptrein  | Tallinn – Keila – Turba        | Stopt op alle tussenliggende stations                                            |
| Elron      | Stoptrein  | Tallinn – Tapa – Tartu         | Stopt op alle tussenliggende stations                                            |
| Elron      | Stoptrein  | Tallinn – Lelle – Türi         | Stopt op alle tussenliggende stations                                            |
| Elron      | Stoptrein  | Tallinn – Tapa – Tartu – Valga | Stopt op alle tussenliggende stations                                            |